# 埃南库尔
埃南库尔（法語：Hénencourt，法語發音：[enɑ̃kuʁ]）是法国上法蘭西大區索姆省的一个市镇，属于亚眠区。

## 地理
埃南库尔（50°0'9"N, 2°33'52"E）面积3.26 平方千米，位于法国上法蘭西大區索姆省，该省份为法国北部沿海省份，北起加来海峡省和北部省，西接滨海塞纳省和大西洋英吉利海峡，南至瓦兹省，东临埃纳省。
与埃南库尔接壤的市镇（或旧市镇、城区）包括：桑利勒塞克、布雷勒、拉维耶维尔、米朗库尔、瓦卢瓦巴永。

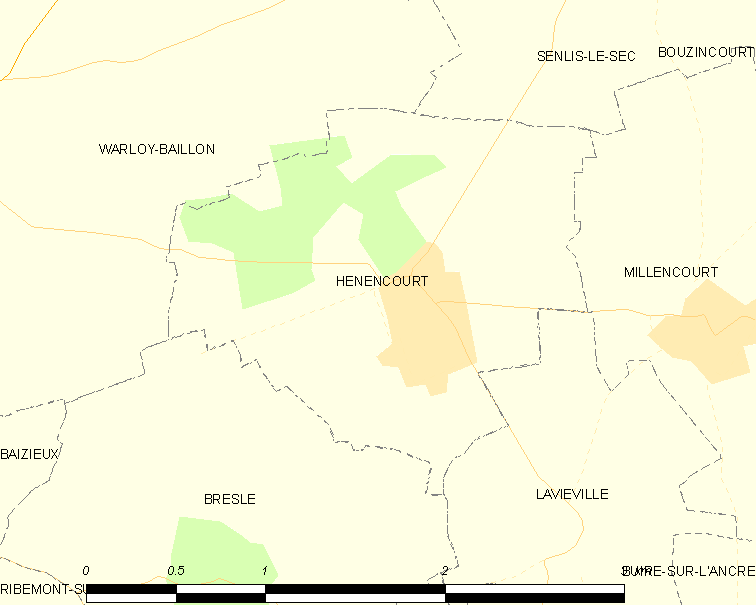
埃南库尔的OSM定位图

埃南库尔的时区为UTC+01:00、UTC+02:00（夏令时）。

## 行政
埃南库尔的邮政编码为80300，INSEE市镇编码为80429。

## 政治
埃南库尔所属的省级选区为科尔比县。

## 人口

1962-2008年间埃南库尔人口变化图示

埃南库尔于2022年1月1日时的人口数量为192人。